# Amphiprion bicinctus

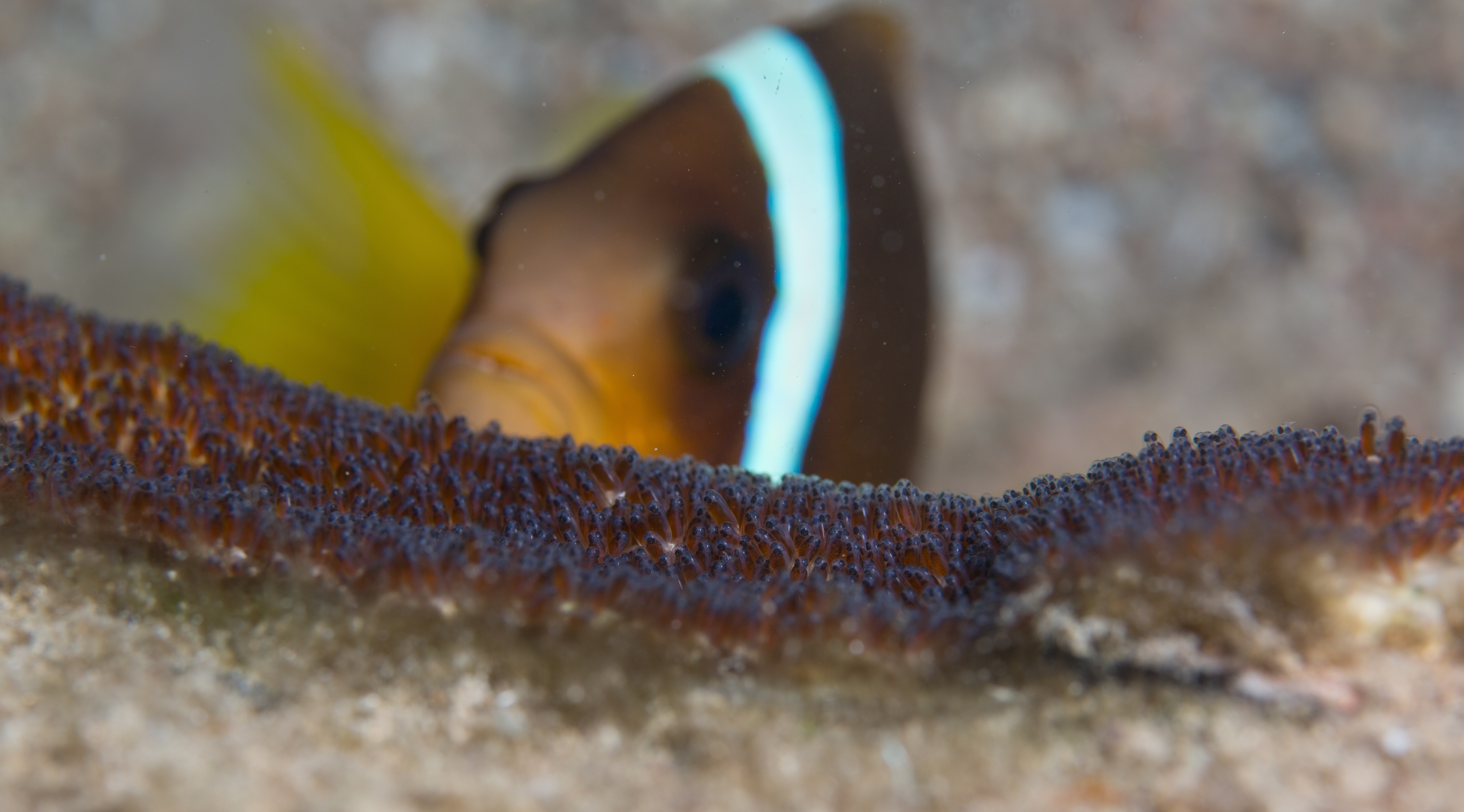
A. bicinctus cuidando permanentemente la puesta de los embriones.

El Amphiprion bicinctus, el pez payaso del mar Rojo es un pez payaso, de la familia Pomacentridae.

## Morfología
La coloración del cuerpo y de todas las aletas es amarillo naranja, y presentan una banda blanca, perfilada en negro, detrás del ojo, y otra similar, desde la unión de las espinas y radios blandos dorsales, hasta el abdomen. Los individuos adultos suelen presentar una coloración marrón en el cuerpo.
Alcanzan los 14 cm de longitud.
Cuentan con 9-10 espinas y 15-17 radios blandos dorsales, 2 espinas y 13-14 radios blandos anales.

## Alimentación
Omnívoro; se alimenta de pequeños invertebrados y también de algas bénticas.

## Reproducción
Es monógamo y hermafrodita secuencial protándrico, esto significa que todos los alevines son machos, y que tienen la facultad de convertirse en hembras, cuando la situación jerárquica en el grupo lo permite, siendo el ejemplar mayor del clan el que se convierte en la hembra dominante, ya que se organizan en matriarcados.
Suele vivir en pequeños grupos de machos con una gran hembra dominante, y ejemplares juveniles. Son monógamos y ponen huevos de forma elíptica, demersales y adheridos al sustrato. Los machos se encargan de oxigenarlos hasta que nacen los alevines. Tras un periodo de 6-7 días, cuando los alevines se liberan, no reciben atención alguna de sus padres. Deambulan en aguas superficiales en fase larval durante 8 a 12 días, posteriormente descienden al fondo en busca de una anémona, y mutan a su coloración juvenil.

## Hábitat y comportamiento
Suelen encontrarse en lagunas y laderas exteriores del arrecife, entre el metro y los 30 metros de profundidad.
Habita en los arrecifes coralinos en simbiosis mutualista con diversas especies de anémonas: Entacmaea quadricolor, Heteractis aurora, Heteractis crispa, Heteractis magnifica y Stichodactyla gigantea.
Si no está presente su anémona simbionte, necesita lugares donde esconderse. Los ejemplares adultos son territoriales y agresivos con peces de la misma especie.

## Distribución geográfica
Se distribuyen por el océano Índico, desde las costas africanas, el Mar Rojo, golfo de Adén y archipiélago de Chagos, hasta China, en el mar de la China Meridional.
Está presente en Arabia Saudí, Chagos, China, Egipto, Eritrea, Hong Kong, Israel, Jordania, Somalia, Sudán, Taiwán, Yemen y Yibuti. Habiéndose reportado también, aunque pendiente de verificación, en India, Mozambique, Tailandia y Vietnam.

## Parámetros fisicoquímicos
Temperatura 25-28 °C; densidad 1022-1024; pH 8,5

## Galería

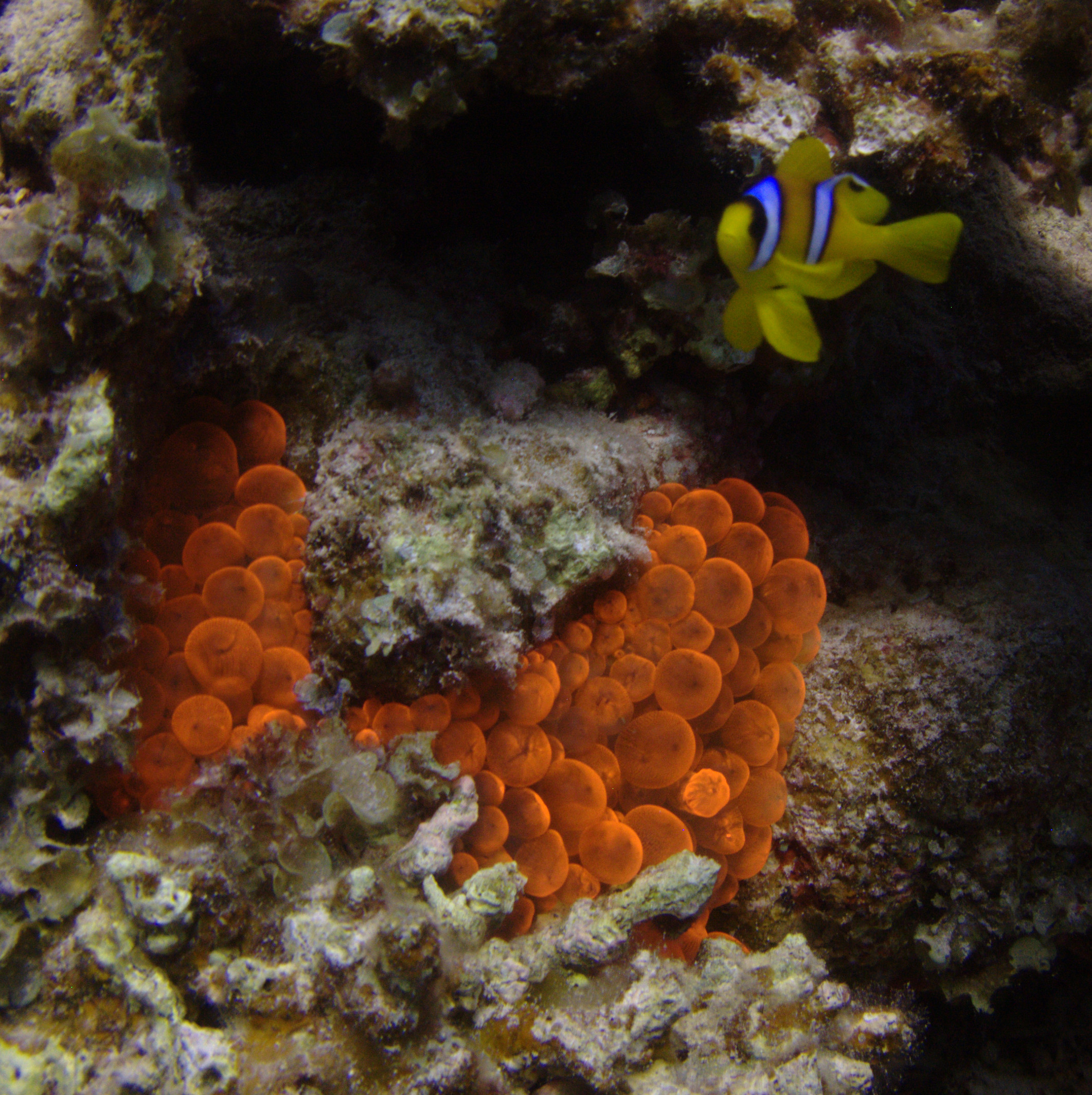
Ejemplar juvenil sobre Entacmaea quadricolor en Egipto.
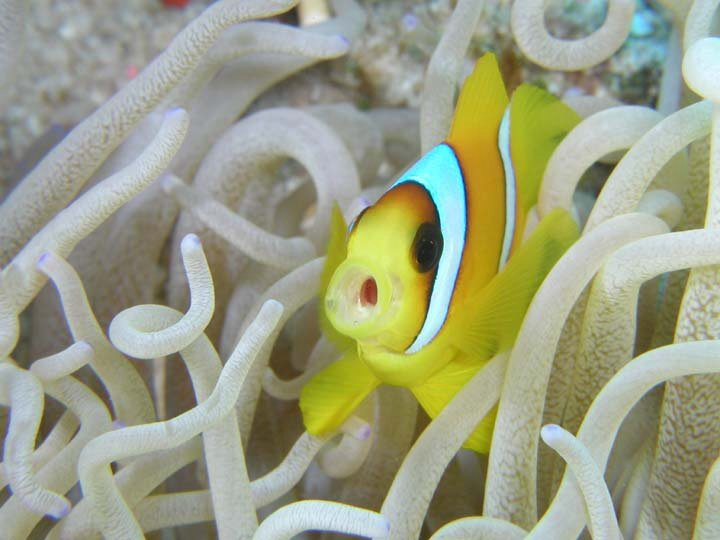
A. bicinctus en Macrodactyla doreensis.
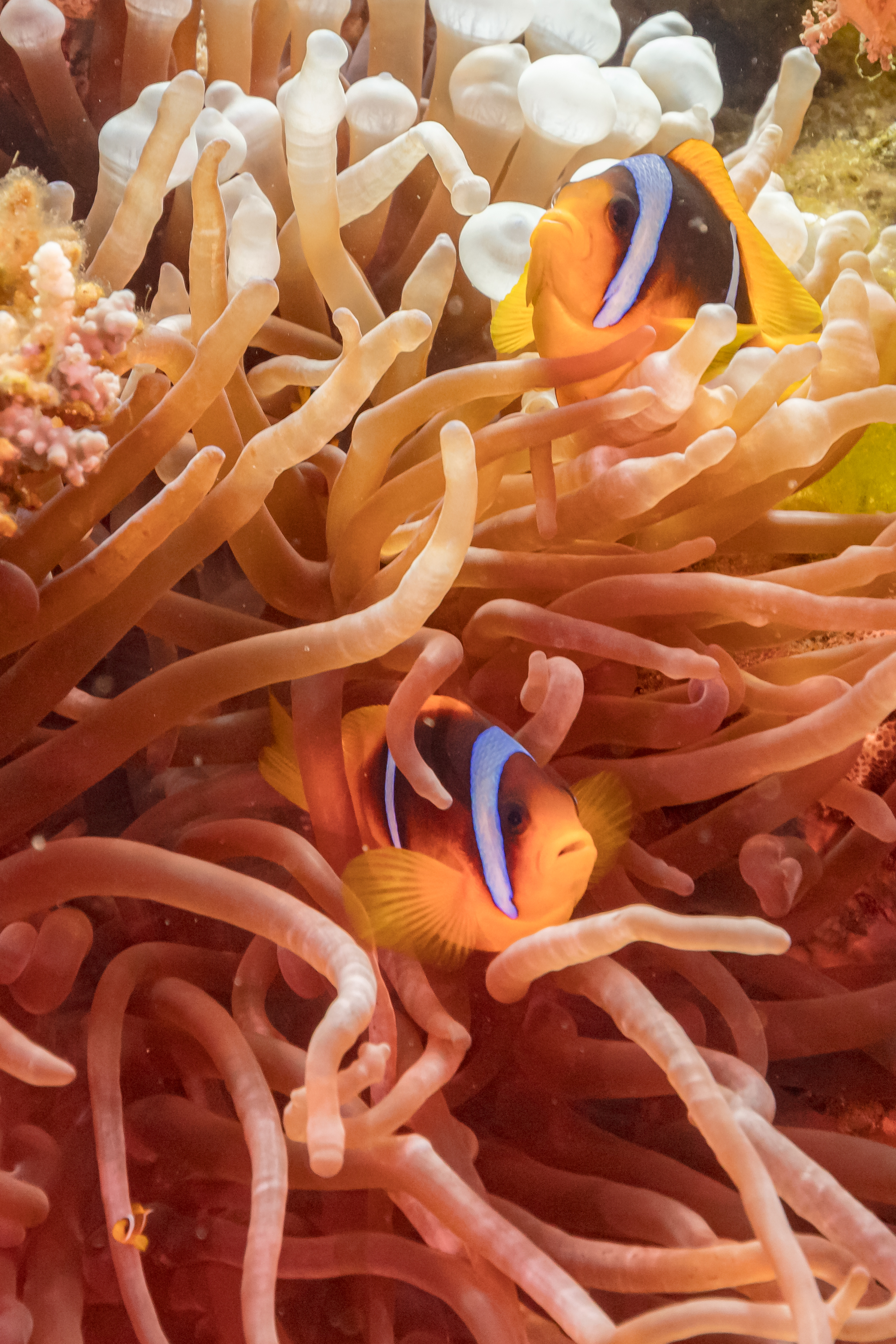
Ejemplares en diferentes anémonas.
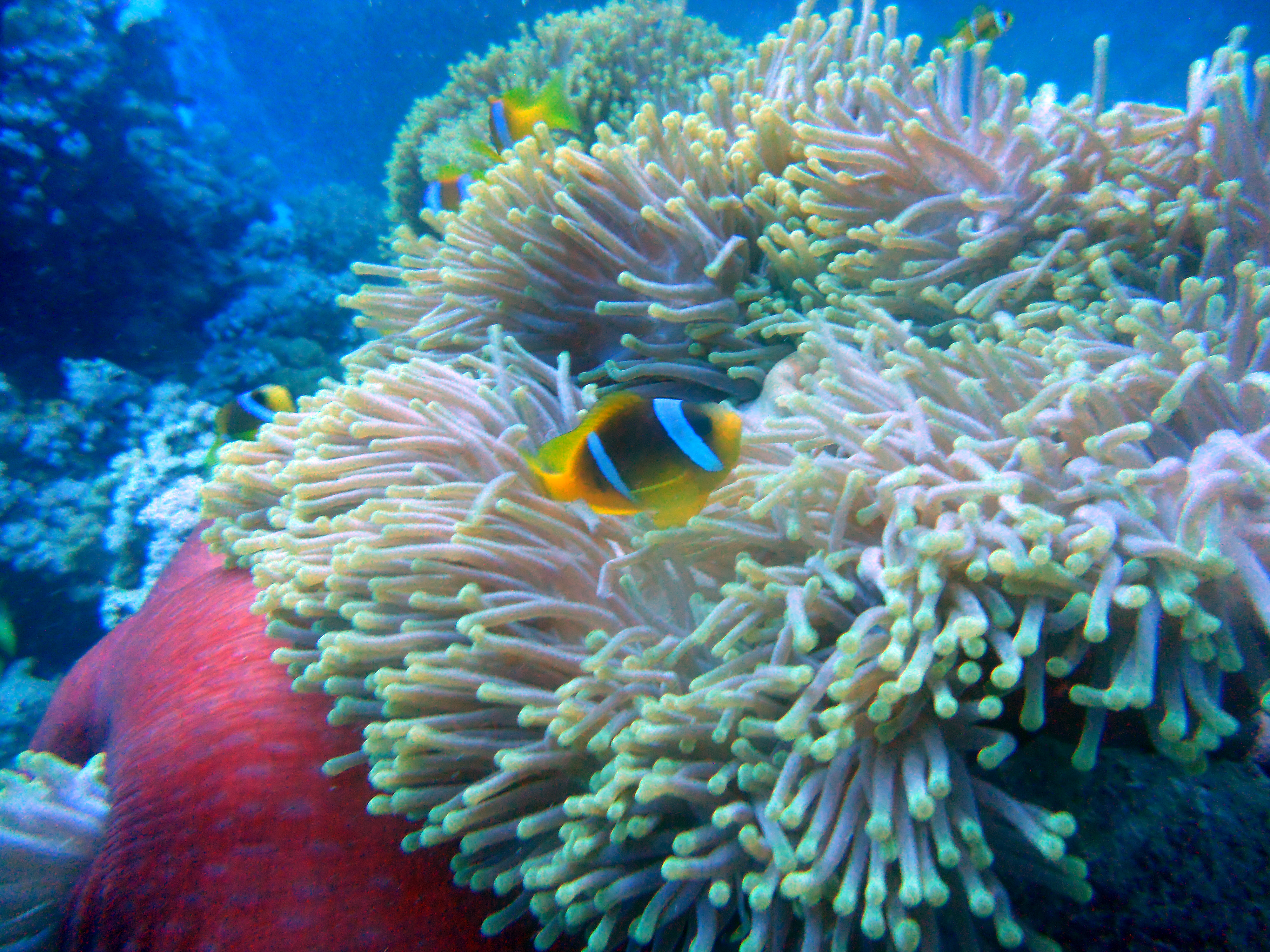
A. bicinctus en Heteractis magnifica en el mar Rojo, Egipto.
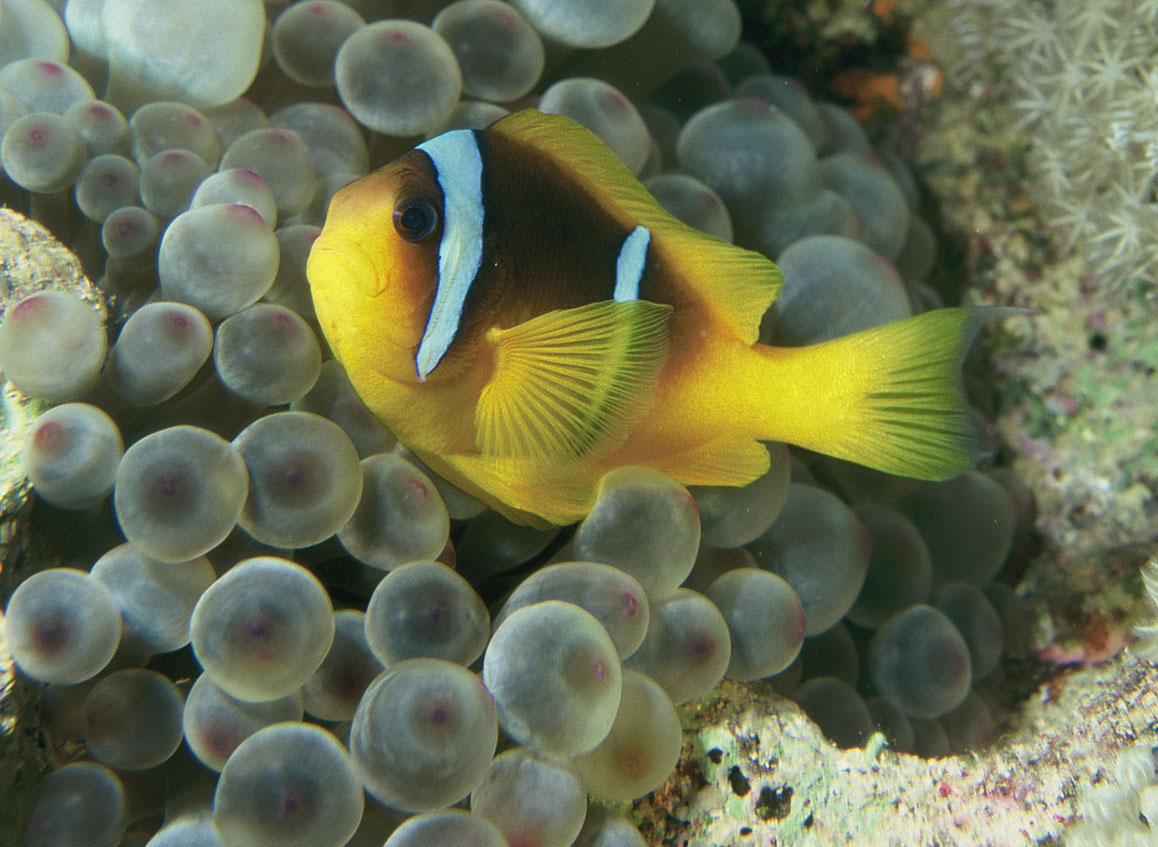
A. bicinctus en Entacmaea quadricolor.
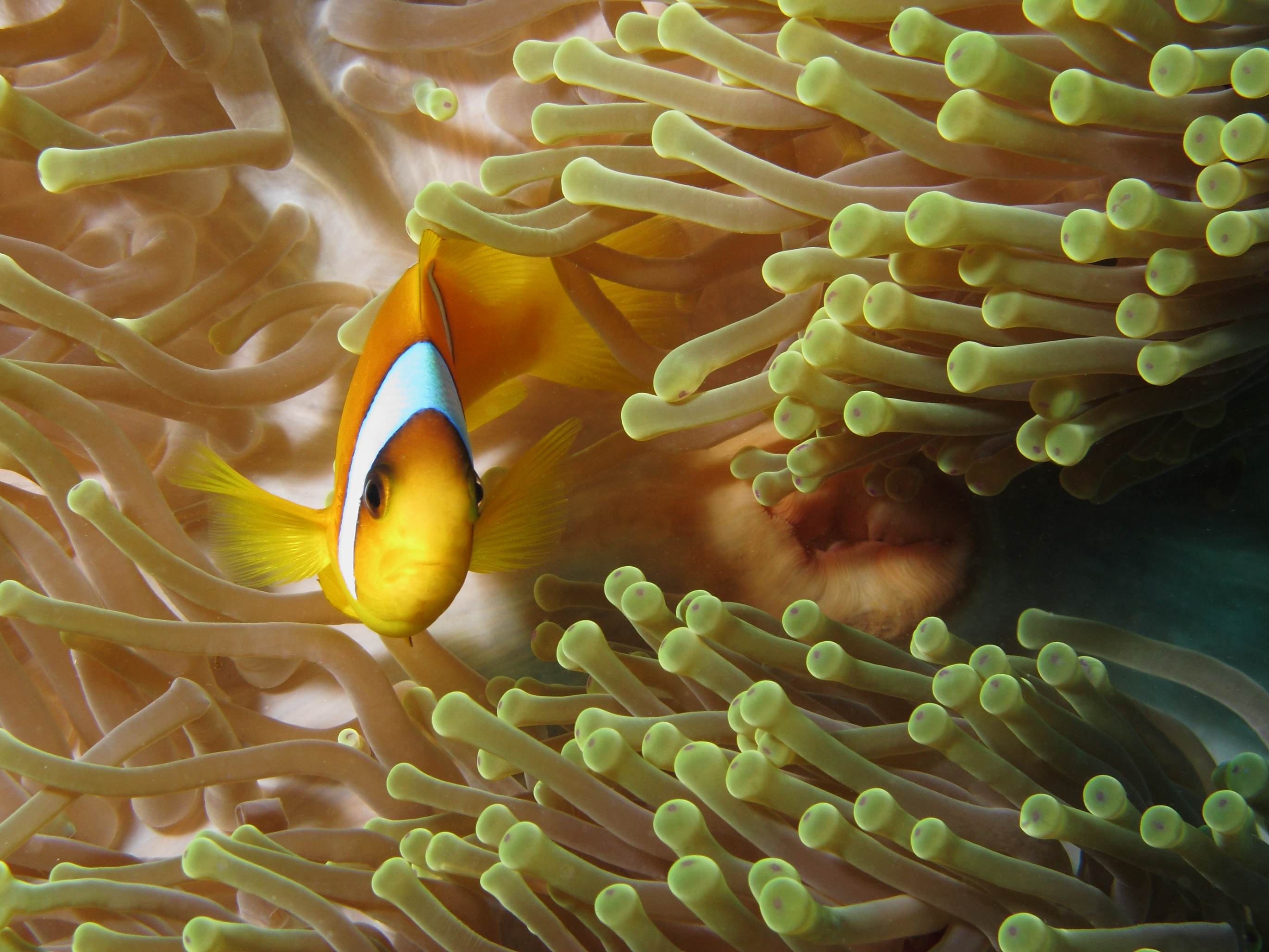
A. bicinctus sobre Heteractis magnifica en el mar Rojo.
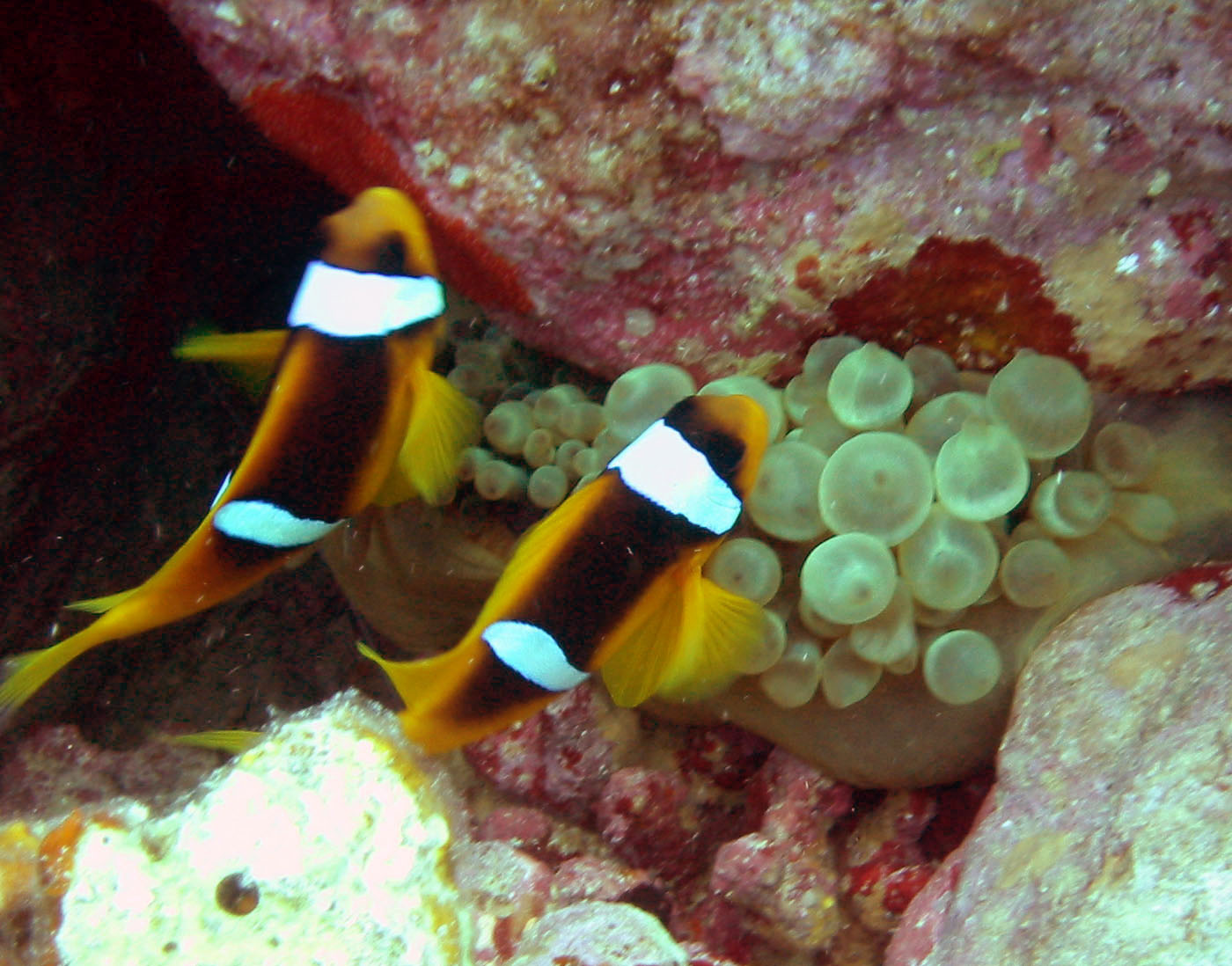
Pareja cuidando la puesta junto a E. quadricolor.
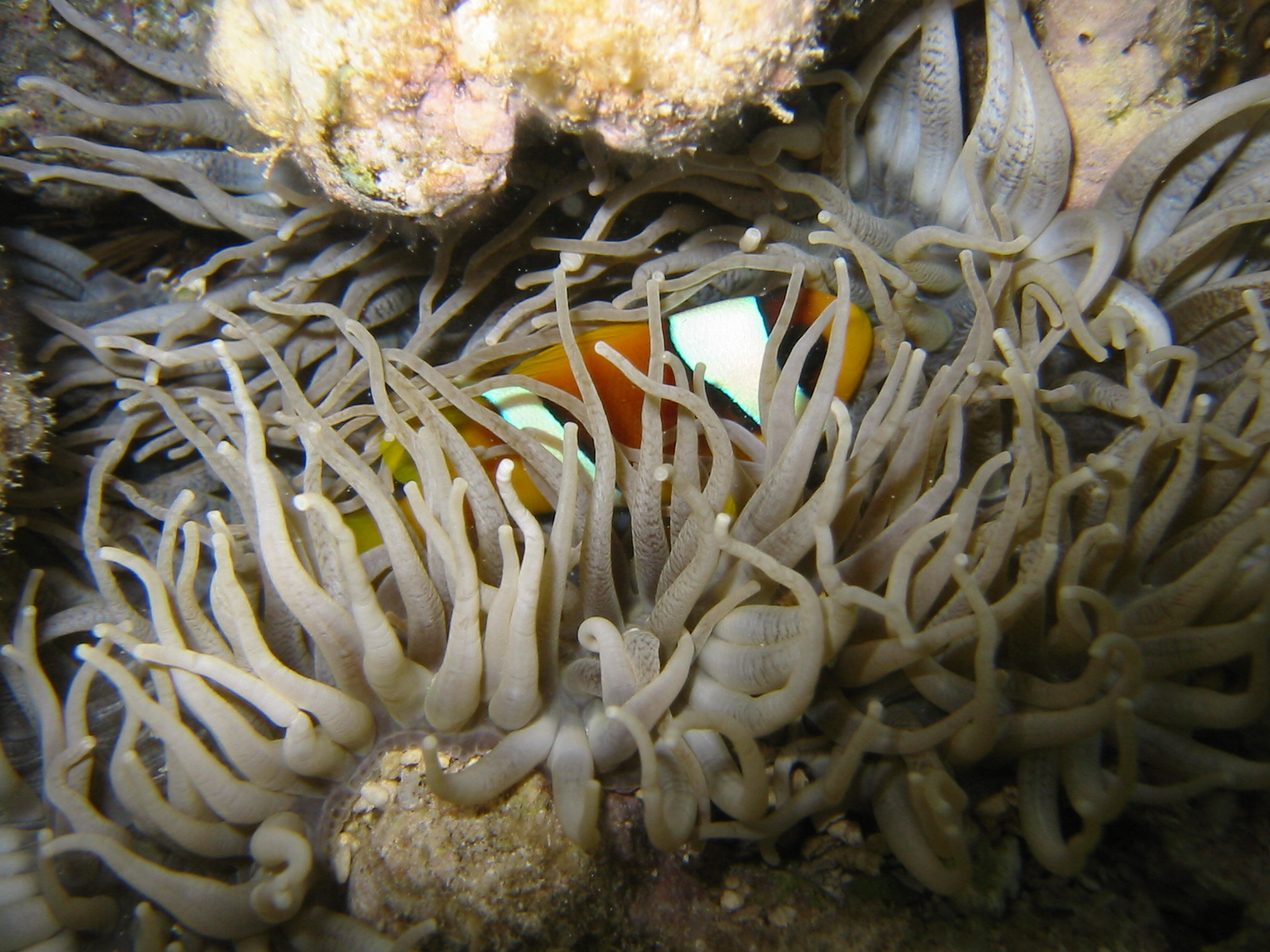
Sumergido en Heteractis crispa.
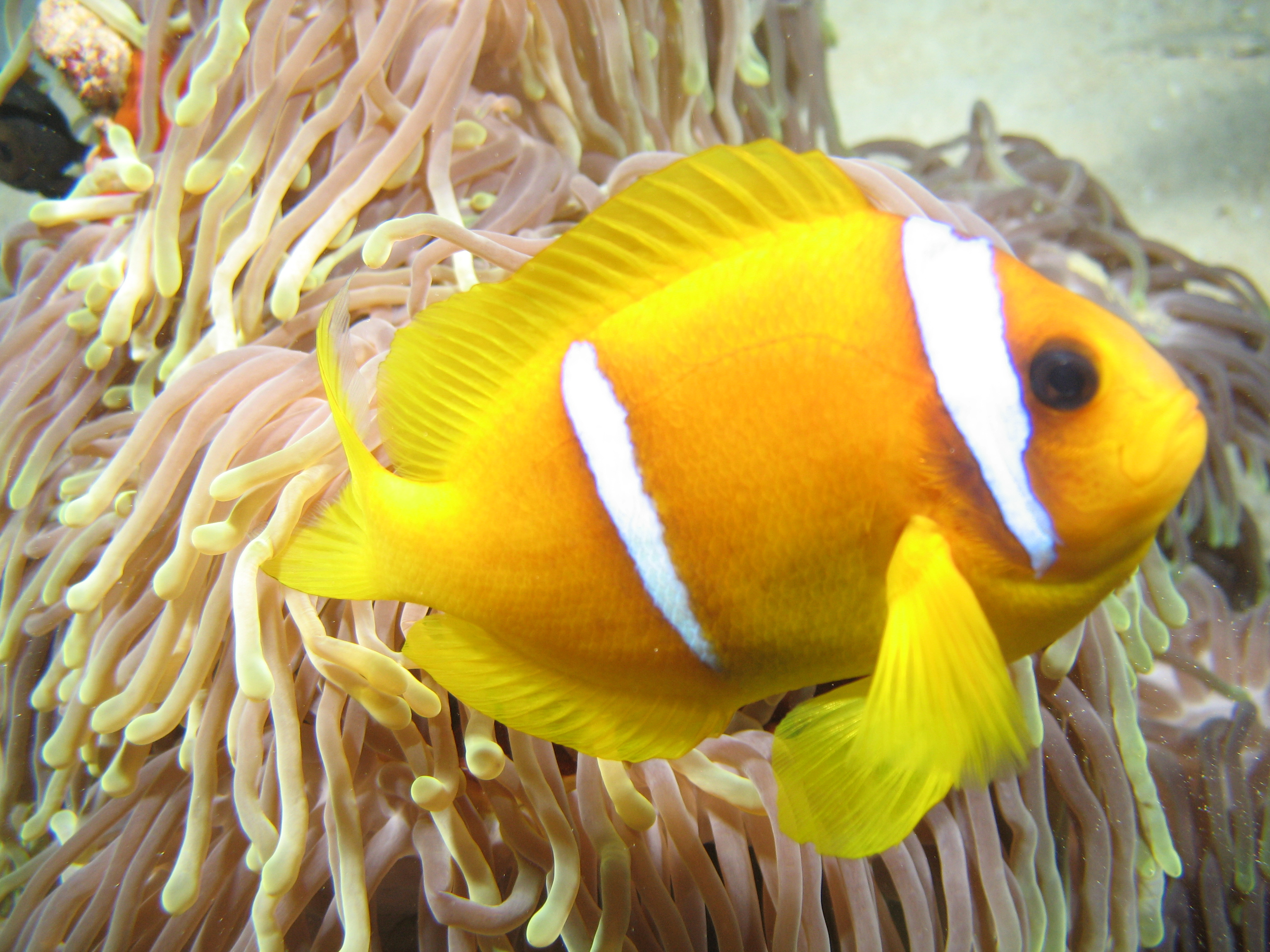
Ejemplar cerca de Marsa Alam, Egipto.
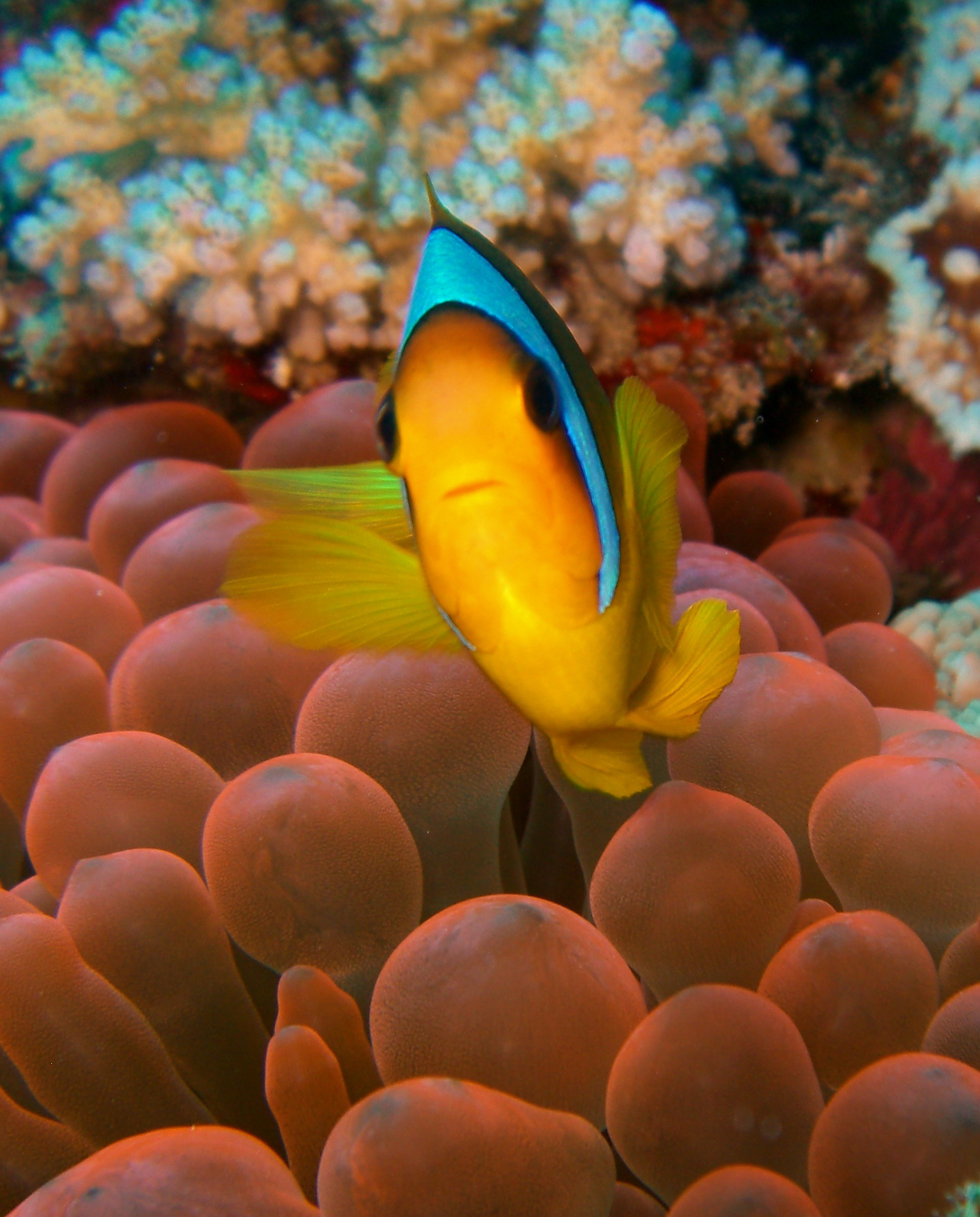
A. bicinctus en Entacmaea quadricolor.